# Yoshihide Shinzato
Yoshihide Shinzato (新里 良英) (Haebaru, Shuri, 15 de março de 1927 — Santos, 13 de janeiro de 2008) foi um mestre de caratê nipo-brasileiro.

## Biografia
Começou a praticar caratê aos doze anos de idade, na escola (curso ginasial) com Anbun Tokuda (1886-1945), contemporâneo de Choshin Chibana e, como este, discípulo do Grão-Mestre Anko Itosu.
Após completar os estudos, Shinzato entrou para a academia do renomado mestre Choshin Chibana. Durante a Segunda Guerra Mundial, Shinzato serviu no exército japonês como rádio-telegrafista, em Tóquio, retornando ao fim da guerra a Okinawa, onde retomou os treinamentos com Chibana.

### A chegada a Santos
Devido às grandes dificuldades decorrentes do período pós-guerra, Shinzato resolveu aceitar o convite de um tio que havia emigrado para o Brasil e tomou um navio, desembarcando em Santos em 15 de janeiro de 1954.Fixou residência no município de Praia Grande. Assim que chegou, imbuído do espírito de aventura, Shinzato passou a trabalhar na lavoura onde plantava principalmente agrião, tornando-se, em seguida, feirante em Santos. Neste período, Shinzato começou a praticar o caratê nos fundos de sua casa, onde ensinava ao filho mais velho e aos filhos de alguns membros da colônia okinawana local.

### A fundação da Associação Okinawa
Em 1962 Shinzato fundou a sua primeira academia em Santos, a Associação Okinawa Shorin-ryu Karate-Do do Brasil, que viria mais tarde a se tornar uma forte associação. 5 anos depois, fundou uma organização nacional, a União Shorin-ryu Karate-Do do Brasil, com centenas de academias e clubes filiados.
Apesar de muito ligado ao espírito marcial do caratê, Shinzato tem dado muita importância ao aspecto esportivo da luta, incentivando a prática do caratê de competição, sem o qual, nos dias de hoje, uma arte marcial não sobrevive, principalmente com o advento do caratê olímpico, após o reconhecimento da modalidade pelo Comitê Olímpico Internacional.
Apesar de dar aulas nos fundos de sua casa na Praia Grande algum tempo após sua chegada ao Brasil, somente em 3 de junho de 1962 Yoshihide Shinzato fundou a sua primeira escola, a Academia Santista de Karate-Do, na rua Brás Cubas em Santos. Em 15 de dezembro de 1962 a academia foi transferida para a Rua 15 de Novembro, no. 198. Três anos mais tarde, em 10 de junho, passou a se chamar Associação Okinawa Shorin-ryu Karate-Do do Brasil, sendo transferida mais uma vez para a rua General Câmara e depois para Avenida Senador Feijó, 219, 2o. andar em 15 de maio de 1976. Hoje sua academia, (também conhecida como Shin shu kan - nome derivado dos ideogramas que compõem o seu próprio nome, Shin de Shinzato e Shu ou Yoshi de Yoshihide, e Kan que significa academia) fica situada na avenida Senador Feijó, sempre em Santos, para onde foi transferida em janeiro de 2000. Seu dojo é frequentemente visitado por caratecas (de todas as faixas e graus), não só do Brasil como também do exterior. Nele são realizados os mais importantes cursos, dos quais participam praticantes, inclusive de outros estilos, sendo considerado a sede da União Shorin-ryu Karate-Do do Brasil, e reuniöes e assembléias onde são tomadas as principais decisões da entidade. Bastante espaçosa e bem equipada com makiwara (tábua de madeira para calejamento de mãos e pés), sunatawara (sacos de areia para treinamento de socos, cuteladas e chutes), e equipamento de musculação (apesar de utilizar ainda os antigos implementos inventados pelos professores de Okinawa, tais como os feixes de bambu e os jarros de cerâmica cheios com areia), a academia recebe mais de 200 alunos por dia.
Pelos registros já passaram pela escola mais de 7000 alunos do sexo masculino e mais de 300 do sexo feminino. Na academia são ministradas aulas pela manhã e à tarde nas segundas, quartas, sextas-feiras e sábados, e à tarde nas terças e quintas-feiras. Em quase todas as aulas o Mestre Shinzato participa com seus ensinamentos preciosos, onde fazem sucesso as técnicas de yakusoku-kumite - treinamento de defesa pessoal. O seu método de aula incorpora uma ginástica completa (com quase uma hora de duração), bases de ataque e defesa, katas, técnicas de defesa pessoal, luta de competição, prática com armas antigas e treinamento em aparelhos de fortalecimento físico e teoria de caratê, onde estão incluídos o embasamento biofísico e bioquímico e filosofia zen-budista. O principal objetivo é atingir o fortalecimento físico e mental do praticante através de uma equilibrada harmonia de interação e a construção de uma perfeita ética de conduta moral.
Dentre os alunos de Yoshihide Shinzato destacam-se caratecas famosos, alguns campeões nacionais e internacionais do cenário brasileiro, sul-americano e pan-americano, outros eminentes políticos da Baixada Santista. Pelo seu grande trabalho de divulgação nacional e internacional do caratê em prol, não apenas da modalidade, mas também de formação do caráter da juventude que pratica este esporte maravilhoso, Shinzato tem recebido muitos prêmios, sendo o mais famoso deles o título de Cidadão Santista, dado pela Câmara Municipal de Santos, em 1983. Em Okinawa seu trabalho foi reconhecido também e de Miyahira recebeu, em 1986, o título de nono Dan Hanshi. Na Confederação Brasileira de Karatê Shinzato é considerado 8o. Dan.
Todo último domingo de cada mês são realizados treinamentos especiais para faixas-pretas (os quais são obrigatórios para aqueles que almejam os graus mais altos). Cursos de arbitragem são ministrados pela União com a anuência da Confederação Brasileira de Karatê e da Federação de Karate do Estado de São Paulo. Nos outros estados também é grande a participação das filiadas nos cursos organizados pelas Federações locais. Diversos torneios são realizados a nível estadual e municipal, mas uma vez por ano é realizado um campeonato do estilo Shorin Ryu do qual todas as academias e clubes filiados costumam participar. No fim de cada ano a União, sob a égide de Yoshihide Shinzato, faz realizar o Shorin-ryu Karate-Do Bonenkai, uma grande festa de confraternização onde são realizadas demonstrações e cursos de atualização de kata.

### Mudanças na Shorin em Okinawa
De tempos em tempos, Shinzato viajava a Okinawa para reciclar o seu caratê com Choshin Chibana, sempre trazendo as novidades da ilha para o Brasil, procurando evitar a degeneração do estilo devido à distância em relação aos centros onde o Shorin-ryu é praticado em Okinawa.
Após a morte de Chibana em 1969, Shinzato passou a manter relações mais estreitas com Katsuya Miyahira, o sucessor de Chibana no estilo Shorin da linha Kobayashi em Okinawa. Paralelamente, Yoshihide Shinzato associou-se com o Mestre Katsuyoshi Kanei (falecido em 1993), então presidente da International Okinawa Kobudo Association, procurando complementar o curriculum do Shorin-ryu com as técnicas de lutas com as armas tradicionais de Okinawa.

### Visitas do Mestre Miyahira ao Mestre Shinzato
Miyahira visitou o Brasil em 1977, participando dos festejos do 15º aniversário de fundação da Associação Okinawa Shorin-ryu Karate-Do do Brasil e do 10º aniversário da União Shorin-ryu Karate-Do do Brasil, e em 1991, na comemoração do 20o. aniversário da Associação, ocasião em que fez demonstrações e ministrou cursos de kata para os caratecas brasileiros. Em 1992, Shinzato reuniu uma equipe com os melhores atletas do estilo e participou, em Okinawa, do Uchinanchu Festival, onde fez demonstrações e visitou mestres e academias famosos da ilha.

### A ligação de Mestre Shinzato ao Karatê
Quando indagado, Yoshihide Shinzato costuma responder que, para ele, o caratê se resume em: disciplina, responsabilidade, harmonia, humildade e dignidade.
Além disso, informa que, quando chegou ao Brasil, foi muito difícil se estabelecer, mas, segundo uma velha frase de seus antepassados que diz “três anos sobre a pedra”, atingiu seus objetivos graças ao esforço e à participação de seus alunos, bem como à compreensão do povo brasileiro que o recebeu com muito carinho e entusiasmo.
Com relação à técnica do caratê, Shinzato explica que a prática do kata é a essência da arte. No entanto, a prática dos kihons também deve ser enfatizada para que o aprendizado seja completo, tanto que tem elaborado e sistematizado kihons ao longo de sua vida, tornando o estilo Shorin um dos mais bem fundados neste tópico.

### O livro Kihon
Em 2006, Mestre Shinzato publica um livro onde mostra a sua grande visão sobre o caratê, apresentando o estilo Shorin e registrando para a posteridade os kihons e os katas do estilo que são os seguintes: Naihanchi Shodan, Fukyu-gata dai Ichi, Naihanchi Nidan, Naihanchi Sandan, Fukyu-gata dai Ni, Pinan Shodan, Pinan Nidan, Pinan Sandan, Pinan Yondan, Pinan Godan, Itosu no Passai, Kusanku Sho, Matsumura no Passai, Kusanku Dai, Chinto, Jion, Gojushiho, Unshu, Teesho, Koryu Passai (estes dois últimos incorporados recentemente pelo Mestre Katsuya Miyahira) e Ryuko (este incorporado recentemente pelo próprio Mestre Shinzato), dos quais destaca como mais importantes os Naihanchi, os Kusanku e os Passai.
Quando perguntado a Shinzato qual o professor de caratê mais importante para o Brasil, ele responde que foi o pioneiro o mestre Harada (do estilo Shotokan), praticamente o primeiro a introduzir a luta no nosso país. Indagando, então, sobre os que ainda estão vivos e atuantes, disse Koji Takamatsu, pelo Wado-ryu, e Juichi Sagara, pelo Shotokan.

### Mestre Shinzato e sua família
Yoshihide Shinzato tem três filhos que também praticam o caratê assiduamente. O mais velho é o único nascido em Okinawa: Masahiro Shinzato, atualmente graduado como 9º Dan e que, até 1999, era o presidente da Federação de Paulista de Karate-do. O seu filho do meio, formado em engenharia aeronáutica pelo Instituto Tecnológico de Aeronáutica, Nelson Mitsuhide Shinzato, é 7º Dan. O caçula, Eraldo Kazuo Shinzato, é engenheiro formado pela Universidade Federal de São Carlos e é 1º Dan.

### Shin Shu Kan no exterior
Com o crescente aumento do número de praticantes do Shorin-ryu Karate-Do nos países vizinhos ao Brasil, tais como Uruguai, Argentina e Bolívia, sempre sob a tutela do Mestre Shinzato, os representantes desses países resolveram fundar, em 1991, a International Union Shorin-ryu Karate-Do Federation. Embora na Argentina o Shorin-ryu já estivesse representado pelo Mestre Shoei Miyazato (oitavo Dan), um discípulo direto de Katsuya Miyahira, esse okinawano deixou suas atividades relativas ao caratê por motivos de saúde, fazendo com que Miyahira delegasse ao Mestre Shinzato a coordenação do estilo naquele país. Com a fundação da International Union, Shinzato passou a ter um controle mais organizado das atividades, agora não apenas na Argentina, mas também nos outros países da América do Sul onde se verifica a presença do Shorin-ryu. Existem representantes ainda nos Estados Unidos e na Austrália.
Yoshihide Shinzato espera que este organismo internacional cresça ainda mais nos próximos anos, principalmente agora que o caratê foi oficialmente reconhecido pelo Comitê Olímpico Internacional. Por outro lado, Shinzato já deu os primeiros passos no sentido de registrar o estilo na WKF - World Karate-do Federation (substituta da primeira WUKO - World Union of Karate-do Organizations , hoje extinta), que é a entidade internacional representante do esporte perante o Comitê Olímpico Internacional. Tal feito, se realizado, deverá trazer um enorme prestígio para o estilo Shorin da linhagem Kobayashi, em nível mundial.

### Homenagens
- Cidadão Santista - Câmara Municipal de Santos (23 de junho de 1972)
- Medalha Primavera - Sociedade Geográfica Brasileira - São Paulo (1978)
- Grã-Cruz - Ordem ao Mérito Municipalista - Sociedade dos Estados Municipalistas - São Paulo  (1994)
- Defensor de Bens Culturais - Câmara Municipal de São Paulo (31 de março de 2001)
- Medalha de Honra ao Mérito - Brás Cubas - Câmara Municipal de Santos (16 de junho de 2001)
- 8° Dan, pela World Karate Federation (WKF)
- 9° Dan - Kobu-do Shin Shu Kan
- 9° Dan, pela Federação Paulista de Karate-do (FPK)
- 9° Dan, pela Confederação Brasileira de Karatê-do (CBK)
- 10° Dan - Okinawa Shorin-Ryu Karate-do
- Comendador do Outono do Governo do Japão